# مسکن مقرون‌به‌صرفه

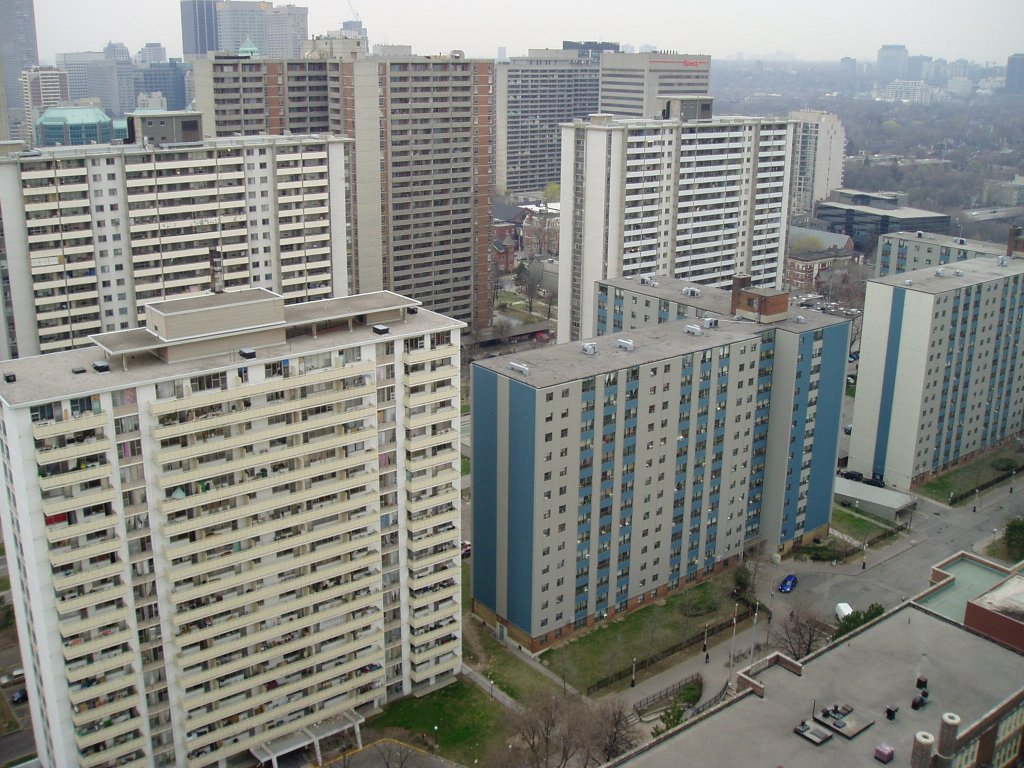
مسکن ارزان قیمت یا مسکن مقرون به صرفه تورنتو، کانادا

مسکن مقرون‌به‌صرفه (به انگلیسی: Affordable housing) مسکنی است که برای افرادی با درآمد متوسط رو به پایین، مقرون به صرفه و قابل خرید محسوب می‌شود، که توسط دولت ملی یا دولت محلی و از طریق شاخص توان مالی مسکن رتبه‌بندی می‌گردد. بیشتر ادبیات مربوط به مسکن ارزان قیمت به وام و تعداد اشکال موجود در یک زنجیره اشاره دارد - از جمله پناهگاه‌های اضطراری، مسکن انتقالی، کرایه غیر-بازاری (که به عنوان مسکن یارانه‌ای نیز شناخته می‌شود)، کرایه‌های رسمی و غیررسمی، مسکن بومی و نهایتاً خرید خانه مقرون به صرفه.